# 四国電気保安協会
一般財団法人四国電気保安協会（しこくでんきほあんきょうかい）は、四国地方4県の企業・家庭向けに電気の点検・保安業務を行っている一般財団法人。

## 業務内容
- 各種電気設備の安全点検
- 企業向け各種電気設備の保安・監視
- 各種電気設備取り付け・修理・新設相談
- 電気系資格技術講習会
- 電気を安全に使用するための広報業務
- 四国電力との連携業務

## その他
- シンボルマークは電気抵抗の単位であるΩを象ったもので、かつてのパイオニアのもの（1998年の変更以前）に似ている。
- 協会キャラクターはホワン君。